# Tamana
Tamana (jap. 玉名市 Tamana-shi) – miasto w Japonii, w prefekturze Kumamoto, w południowej części wyspy Kiusiu.